# Tomasz Trần Văn Thiện
Św. Tomasz Trần Văn Thiện (wiet. Tôma Trần Văn Thiện) (ur. ok. 1820 r. w Trung Quán, prowincja Quảng Bình we Wietnamie – zm. 21 września 1838 r. w Nhan Biều, prowincja Quảng Trị w Wietnamie) – seminarzysta, męczennik, święty Kościoła katolickiego.
Tomasz Trần Văn Thiện urodził się w 1820 r. w Trung Quán, prowincja Quảng Bình w rodzinie chrześcijańskiej. Został wysłany do seminarium duchownego w Di Loan, prowincja Quảng Trị. Gdy był już w drodze dowiedział się, że dyrektor seminarium musiał uciekać z powodu prześladowań. Radzono mu, żeby zawrócił do domu. Dwa dni po przybyciu Tomasza Trần Văn Thiện do Di Loan, żołnierze przeszukali całe miasteczko. Niezadowolni, że nie udało im się schwytać dyrektora seminarium, uwięzili wiele osób, wśród których był również Tomasz Trần Văn Thiện. Więźniów zabrano do stolicy prowincji Quảng Trị. Próbowano skłonić Tomasz Trần Văn Thiện do wyrzeczenia się wiary. Zaproponowano mu nawet małżeństwo z córką mandaryna (któremu Tomasz Trần Văn Thiện przypadł do gustu i chciał mieć go za zięcia). Podobnie tortury nie skłoniły go do odstępstwa. Po pewnym czasie został zamknięty w jednej celi razem z ojcem Franciszkiem Jaccard. Zostali straceni przez uduszenie w Nhan Biều 21 września 1838 r. Pochowano go w miejscu egzekucji. W 1947 r. ich relikwie przeniesiono do seminarium Stowarzyszenia Misji Zagranicznych (Missions Etrangères de Paris).
Dzień wspomnienia: 24 listopada w grupie 117 męczenników wietnamskich.
Beatyfikowany 27 maja 1900 r. przez Leona XIII. Kanonizowany przez Jana Pawła II 19 czerwca 1988 r. w grupie 117 męczenników wietnamskich.